# Xílovo (Kaluga)
|  | Per a altres significats, vegeu «Xílovo». |

Xílovo (en rus: Шилово) és un poble de l'óblast de Kaluga, a Rússia, que en el cens del 2010 tenia 12 habitants, pertany al districte de Bórovsk.